# Sven Lundgren (friidrottare 1950-tal)
Sven Alfred Rudolf Lundgren, född 1 januari 1929 i Södra Lundby församling, Skaraborgs län, död 4 maj 2005 i Askim, var en svensk idrottsman (långdistanslöpare). Han tävlade för Örgryte IS.
Lundgren vann SM-guld på 5 000 meter 1958.